# Ethan Santos
Ethan James Santos (Gibilterra, 22 dicembre 1998) è un calciatore gibilterriano, centrocampista del St Joseph's e della nazionale gibilterriana.

## Carriera

### Club
Ha giocato nella massima serie di Gibilterra.

### Nazionale
Il 27 marzo 2021 ha esordito con la nazionale gibilterriana giocando l'incontro perso 4-1 contro il Montenegro, valido per le qualificazioni al campionato mondiale di calcio 2022.

## Statistiche

### Cronologia presenze e reti in nazionale
| Cronologia completa delle presenze e delle reti in nazionale ― Gibilterra | Cronologia completa delle presenze e delle reti in nazionale ― Gibilterra | Cronologia completa delle presenze e delle reti in nazionale ― Gibilterra | Cronologia completa delle presenze e delle reti in nazionale ― Gibilterra | Cronologia completa delle presenze e delle reti in nazionale ― Gibilterra | Cronologia completa delle presenze e delle reti in nazionale ― Gibilterra | Cronologia completa delle presenze e delle reti in nazionale ― Gibilterra | Cronologia completa delle presenze e delle reti in nazionale ― Gibilterra |
| Data                                                                      | Città                                                                     | In casa                                                                   | Risultato                                                                 | Ospiti                                                                    | Competizione                                                              | Reti                                                                      | Note                                                                      |
| ------------------------------------------------------------------------- | ------------------------------------------------------------------------- | ------------------------------------------------------------------------- | ------------------------------------------------------------------------- | ------------------------------------------------------------------------- | ------------------------------------------------------------------------- | ------------------------------------------------------------------------- | ------------------------------------------------------------------------- |
| 27-3-2021                                                                 | Podgorica                                                                 | Montenegro                                                                | 4 – 1                                                                     | Gibilterra                                                                | Qual. Mondiali 2022                                                       | -                                                                         |                                                                           |
| 4-6-2021                                                                  | Capodistria                                                               | Slovenia                                                                  | 6 – 0                                                                     | Gibilterra                                                                | Amichevole                                                                | -                                                                         | 68’                                                                       |
| 7-6-2021                                                                  | Andorra la Vella                                                          | Andorra                                                                   | 0 – 0                                                                     | Gibilterra                                                                | Amichevole                                                                | -                                                                         | 90+1’                                                                     |
| 26-3-2022                                                                 | Gibilterra                                                                | Gibilterra                                                                | 0 – 0                                                                     | Fær Øer                                                                   | Amichevole                                                                | -                                                                         | 90+1’                                                                     |
| 6-9-2023                                                                  | Ta' Qali                                                                  | Malta                                                                     | 1 – 0                                                                     | Gibilterra                                                                | Amichevole                                                                | -                                                                         | 72’                                                                       |
| 10-9-2023                                                                 | Atene                                                                     | Grecia                                                                    | 5 – 0                                                                     | Gibilterra                                                                | Qual. Euro 2024                                                           | -                                                                         | 90’                                                                       |
| 18-11-2023                                                                | Nizza                                                                     | Francia                                                                   | 14 – 0                                                                    | Gibilterra                                                                | Qual. Euro 2024                                                           | -                                                                         | 18’                                                                       |
| 6-6-2024                                                                  | Faro                                                                      | Gibilterra                                                                | 0 – 0                                                                     | Galles                                                                    | Amichevole                                                                | -                                                                         | 76’                                                                       |
| 19-11-2024                                                                | Gibilterra                                                                | Gibilterra                                                                | 1 – 1                                                                     | Moldavia                                                                  | Amichevole                                                                | -                                                                         |                                                                           |
| Totale                                                                    |                                                                           | Presenze                                                                  | 9                                                                         |                                                                           | Reti                                                                      | 0                                                                         |                                                                           |